# Eugnathogobius oligactis
Eugnathogobius oligactis és una espècie de peix de la família dels gòbids i de l'ordre dels perciformes.

## Morfologia
- Els mascles poden assolir 6 cm de longitud total.[4][5]

## Alimentació
Menja peixets i invertebrats.

## Hàbitat
És un peix de clima tropical i demersal.

## Distribució geogràfica
Es troba a Àsia: l'Índia, Tailàndia, Cambodja, Malàisia, Brunei, Singapur i Indonèsia.

## Observacions
És inofensiu per als humans.